# نشر نظرية داروين

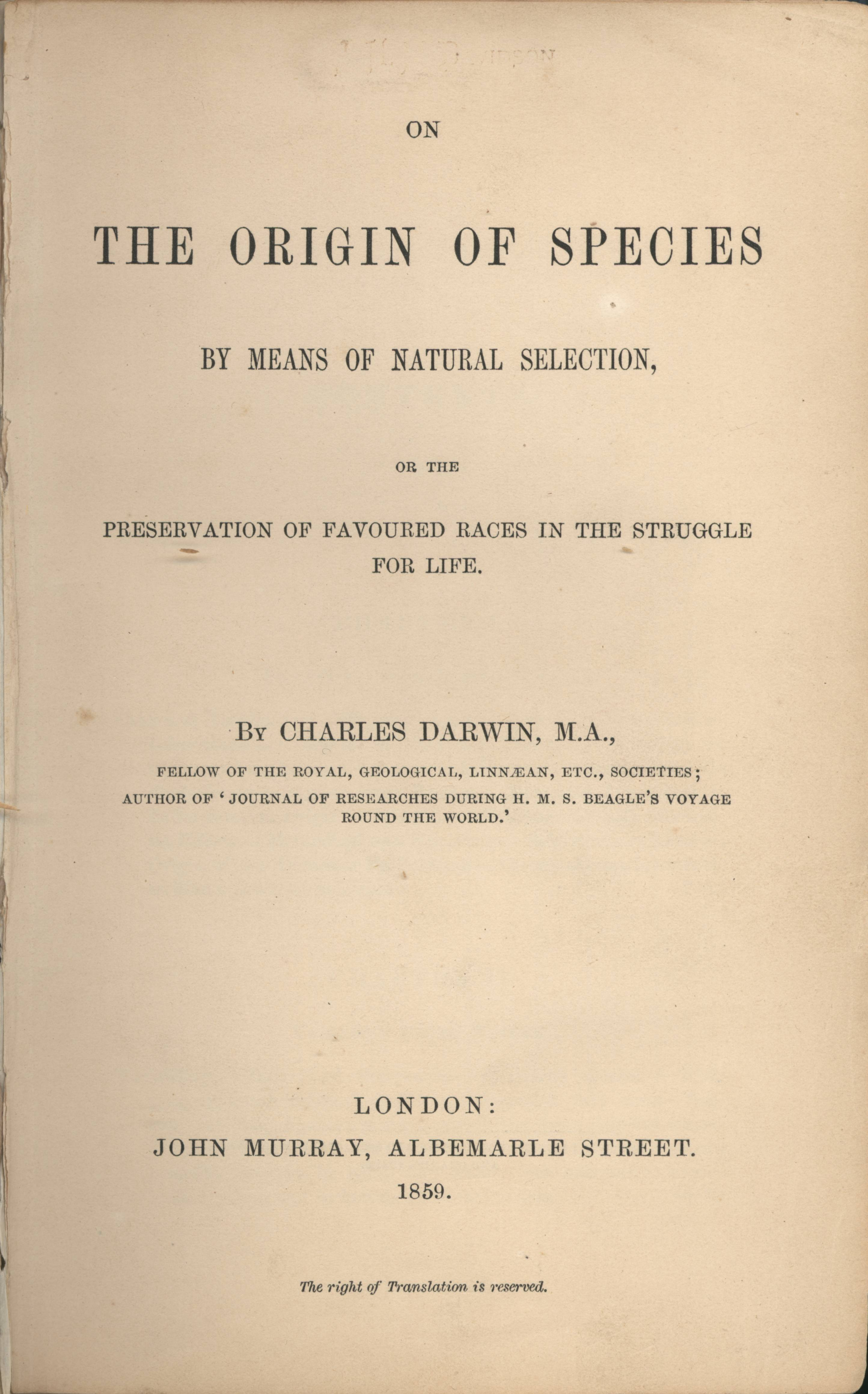
كتاب أصل الأنواع للكاتب تشارلز داروين

يُشير نشر نظرية داروين إلى تقديم نظرية التطور التي وضعها تشارلز داروين عن الاصطفاء الطبيعي، والتي جاءت تتويجًا لما يزيد عن عشرين عامًا من العمل.
وأتبع داروين الأفكارَ المتعلقة بإمكانية تطفر الأنواع التي سجلها في العام 1836 مع قرب نهاية رحلته التي دامت خمس سنوات على متن السفينة بيغل، أتبعها عند عودته باكتشافات وأبحاث ساعدته في نشأة نظريته في سبتمبر 1838. وأَولى داروين الأولوية لمسيرته المهنية باعتباره عالم جيولوجيا دعمت ملاحظاته ونظرياته أفكار تشارلز لايل بشأن فرضية الوتيرة الواحدة، ونشر نتائج التي توصل إليها في رحلته بالإضافة إلى مجلة رحلة البيجل، بيد أنه ناقش أفكاره التطورية مع العديد من علماء الطبيعة، وأجرى أبحاثًا مكثفة في «هواية» عمله في التطور.
في العام 1858، كان داروين يضع اللمسات الأخيرة على نظريته، وحينئذ تلقى مقالة من ألفرد راسل والاس الذي كان في جزيرة بورنيو، يفصّل فيه نظرية والاس بشأن الاصطفاء الطبيعي، مما سرّع من نشرهما المشترك لمقتطفات من مقال داروين من العام 1844 بالإضافة إلى ورقة والاس التي حملت عنوان: عن مَيل الأنواع لتشكيل الأصناف، واستدامة الأصناف والأنواع عبر الوسائل الطبيعية للاصطفاء في محاضرة أمام الجمعية اللينيانية اللندنية في 1 يوليو 1858. ولم تستقطب هذه المحاضرة سوى القليل من الانتباه، لكنها حفزت داروين لكتابة «خلاصة» لعمله الذي نُشر في العام 1859 في صورة كتابه أصل الأنواع.

## خلفية
تطورت أفكار داروين بسرعة بعد عودته من رحلة بيغل الاستكشافية الثانية في العام 1836. بحلول ديسمبر 1838، كان قد أتمّ وضع مبادئ نظريته. في ذلك الوقت، ألحقت هكذا أفكار بأصحابها وصمة عار والاقتران بالغوغاء الثوريين. كان داروين مدركًا لضرورة الرد على جميع الاعتراضات المحتملة قبل النشر. مع مواصلته في الأبحاث باعتبارها «هوايته الرئيسية»، تمثلت أولويته في إجراء قدر هائل من العمل في الجيولوجيا وتحليل ونشر نتائج رحلة بيغل الاستكشافية. تأخر النشر أكثر من مرة بسبب إصابته بالمرض.
وفي ذلك الزمان، هيمن علماء الطبيعة الدينيون على ميدان التاريخ الطبيعي والذين تلقوا رواتبهم من كنيسة إنجلترا الراسخة، والذين اعتبروا أن العلم في زمنهم يكشف عن تدبير الربّ. عقد داروين تحالفًا وثيقًا مع كلّ من: تشارلز لايل، وجوزيف دالتون هوكر، وتوماس هنري هكسلي. أثرت كتب عالم الجيولوجيا البارز تشارلز لايل على داروين الشاب خلال رحلة البيغل، ثم عقد صداقة مع داروين إذ رآه مؤيدًا لأفكاره حول العمليات الجيولوجية التدريجية مع استمرار الخلق الإلهي للأنواع. بحلول أربعينيات القرن التاسع عشر، صادق داروين عالم النبات الشاب جوزيف دالتون هوكر، الذي اقتفى خطى والده في هذا العلم، وبعد الذهاب في رحلة استقصائية، استخدم صِلاته للعثور على وظيفة. في خمسينيات القرن التاسع عشر، التقى داروين بتوماس هنري هكسلي، عالم الطبيعة الطموح الذي عاد من رحلة استقصائية طويلة، لكنه لم يكن يحظى بثروة عائلية أو صِلات ليجد عملًا، فانضم إلى المجموعة التقدمية المقربة من هربرت سبنسر في مساعيها لجعل العلم مهنةً، وفي منأى عن رجال الدين.
حاول داروين كثيرًا عقد نقاشات حول نظريته مع زملائه العلميين المقربين. في يناير 1842 أرسل داروين وصفًا أوليًا لأفكاره في رسالة إلى لايل، ثم أعد «مخططًا بالقلم الرصاص» لنظريته. ثم طوّر «رسمه التخطيطي» إلى «مقالة» في العام 1844، وأقنع هوكر في النهاية بقراءة نسخة منها في يناير 1847. اكتملت كتبه في الجيولوجيا ونشْر نتائج رحلة بيغل الاستكشافية في العام 1846، عندما بدأ رحلة ثماني سنوات من البحث في تصنيف أنواع البرنقيل، واستكشاف القدْر الهائل من الاختلاف في الطبيعة.
في سبتمبر 1854، كان داروين قد انتهى من تجهيز آخر دراساته عن البرنقيل للنشر، وصرف كامل انتباهه إلى أسئلة حيال كيفية نشأة الأنواع. وناقش علنًا نيّته في كتابة كتاب حول هذا الموضوع، وخطّط سُبل البحث مع غيره من العلماء. رجع داروين إلى ملاحظاته وكتاباته السابقة عن هذا الموضوع، ووضع مقترحات للاستقصاء والبحث في مقتضيات نظريته. من أحد الموضوعات يُذكر تفسير التوزيع الجغرافي للكائنات الحية؛ لهذا حصل على معلومات من مراسلاته الدولية، وأجرى تجارب على جدوى طرق الانتشار. ثم عمِد إلى توسيع دراساته في التباين في الطبيعة، وأجرى تجارب على تهجين النباتات والتلاقح المتبادل.
أصبح التباين ضمن الاستئناس موضوعًا رئيسيًا في البحث: ففي العام 1855 بدأ داروين في تطوير شبكة من الصِلات، في كل من المملكة المتحدة وفي جميع أنحاء العالم، للحصول على معلومات حول أصول وتنوع الحيوانات المستأنسة، وخاصة الدواجن، والبط، والأرانب، والحمام. حصل على بيانات مستفيضة، وعينات وافرة، وأفكار واسعة النطاق من إدوارد بليث في الهند، الذي ربطه بإدغار ليوبولد لايارد في جنوب إفريقيا. بناءً على اقتراح ويليام ياريل، بدأ داروين تربية الحمام في داون هاوس لدراسة الأنواع المختلفة من الحمام المستأنس، وتمكن من الاستعانة بخبرات وليام بيرنهارد تيغتماير الذي أبدى سعادته للبحث في الجوانب التي تهمّ داروين. ابتداءً شهر مارس 1855، حصل داروين كذلك على معلومات وعينات من قريبه وليام داروين فوكس الذي كان يربي الدواجن والبط في بيت قسيس أبرشية ديلامير، تشيشير.
في العام 1856، بدأ داروين ينجح في استمالة أصدقائه تدريجيًا لقبول التطور باعتباره عملية، لكنه لم يتمكن من إقناعهم بالآلية؛ وأسفر انخراط والاس في المناقشة إلى الضرورة الملحّة للنشر.

## والاس
قضى ألفرد راسل والاس، عالم الطبيعة الذي كان يعمل في جمع العينات في جزيرة بورنيو، قضى عيد الميلاد العام 1854 في زيارةٍ لدى السير جيمس بروك، الراجا الأبيض في سراوق. ثم في موسم الأمطار الذي تلا ذلك، عاش وحيدًا في منزل صغير لفرد من شعب الداياك، مع خادم واحد من الملايو يطهو له. كتب والاس مستذكرًا، «في المساء والأيام الماطرة، لم يكن لدي ما أفعله سوى تصفّح كتبي». وهكذا قرأ كتاب تشارلز لايل مبادئ الجيولوجيا الذي عارض فيه جان باتيست لامارك بالقول إن سجل الحفريات لم يُظهر أي تقدم. كما قرأ والاس الإصدار الثاني لعام 1845 من مجلة رحلة البيجل لداروين والتي ألمحت إلى التطور عبر وصف «العلاقة الرائعة في نفس القارة» بين الأحافير والأنواع الموجودة، والتي من شأنها «تسليط المزيد من الضوء على مظهر الكائنات العضوية على أرضنا، واختفائها منها -أكثر مما قد يقدّمه غيرها من الحقائق». في تلك المجلة، وصف داروين كيف أن الأنواع التي لا توجد سوى في جزر غالاباغوس «تُظهر جميعها علاقة ملحوظة مع تلك الموجودة في أمريكا» على الرغم من بُعدها.
كما أُعجب والاس بأبحاث فرانسوا جول بيكتي دو لا ريف في علم الحفريات، وقد شعر بالانزعاج بسبب مقالة آنذاك كتبها إدوارد فوربس رفضت الأفكار التطورية، واقترحت بدلًا من ذلك أن الأنواع أُنشئت في نمط يُثبت وجود خطة إلهية للقطبية. في فبراير، أكمل والاس ورقته البحثية «عن القانون الذي ينظم تقديم الأنواع الجديدة» والتي نُشرت في سبتمبر 1855 في مجلة التاريخ الطبيعي.